# Racine (Minnesota)
Racine város az USA Minnesota államában, Mower megyében. Lakosainak száma 458 fő (2020. április 1.).

## Népesség
A település népességének változása:

| 2010 | 442 |
| 2020 | 458 |